# Бэнкси
Бэ́нкси (англ. Banksy) — псевдоним анонимного английского андерграундного художника стрит-арта, политического активиста и режиссёра, работающего с 1990-х годов. Настоящее имя и происхождение Бэнкси неизвестны, вокруг его биографии в обществе ведётся много споров.
Бэнкси получил международное признание благодаря своему отличительному стилю сатирического уличного искусства и граффити, выполненных с использованием техники трафаретной печати. Его работы богаты чёрным юмором и часто сопровождаются «подрывными» эпиграммами, которые содержат острые комментарии к социальным и политическим аспектам современного общества.

## Биография
Некоторыми учёными предполагается, что Бэнкси родился в 1974 году в английском городе Бристоле. По одной версии, его настоящее имя — Роберт или Робин Бэнкс; по другой версии — Робин Ганнингем (англ. Robin Gunningham), о чём в марте 2016 года объявили СМИ со ссылкой на учёных Лондонского университета королевы Марии.
Также рассматриваются версии, что под псевдонимом Бэнкси выступает Роберт Дель Ная, британский музыкант (группа Massive Attack), певец и граффитист (со ссылкой на оговорку диджея Goldie в одном из интервью) или же Джейми Хьюлетт, британский художник комиксов и основатель группы «Gorillaz».
Высказывалось предположение, что швейцарский художник Мэтр де Кассон (Maître de Casson) может быть Бэнкси, что отрицается самим Мэтр де Кассоном.
В конце 1990-х годов Бэнкси стал заниматься граффити и довольно долгое время действовал как обычный райтер, но со временем его рисунки становились всё масштабнее, а уходить от полиции ему становилось всё сложнее. Однажды, прячась от английских полицейских, Бэнкси решил начать пользоваться трафаретами, чтобы экономить время. Благодаря таланту художника и остросоциальной тематике своих рисунков Бэнкси быстро обрёл популярность сначала в Англии, а затем и во всём мире.
В 2010 году Бэнкси принял участие в Берлинском международном кинофестивале Берлинале со своим фильмом «Выход через сувенирную лавку» (Exit Through the Gift Shop), пройдя инкогнито по красной дорожке фестиваля. Музыкальной группе «Exit Through the Gift Shop», чьё название Бэнкси использовал для своего кинодебюта, художник в качестве компенсации подарил одну из своих работ. Фильм номинирован Американской киноакадемией на премию «Оскар»—2011 в категории «Лучший документальный полнометражный фильм».
Информация о настоящем имени Бэнкси выставлялась на аукционе eBay со стартовой ценой 3000 долларов США. После 38-й ставки она достигла 999 999 долларов США. На данный момент лот удалён по неизвестной причине. В СМИ также высказывались предположения о том, что этот лот выставил сам Бэнкси или его сообщник.
Тег Banksy несколько раз попадается в 14-й серии 22-го сезона мультсериала «Симпсоны» «Angry Dad: The Movie». Также Бэнкси принял участие в создании заставки к 3-й серии 22-го сезона, где показал своё виденье «Симпсонов».
В октябре 2011 года, когда одна из уличных картинок Бэнкси в Бристоле была замазана чёрным, горожане посчитали происшествие актом вандализма. Ранее бристольские домовладельцы под давлением общественного мнения уже принуждались к сохранению стрит-арта на стенах зданий.
В июне 2013 года граффити «Рабский труд», нарисованное Бэнкси в мае 2012 года в ответ на празднование 60-летия правления королевы Елизаветы II, было продано с аукциона за сумму свыше 750 тысяч евро.
В октябре 2013 года Бэнкси провёл выставку своих работ «Лучше снаружи, чем внутри» на улицах Нью-Йорка. Каждый октябрьский день там появлялось минимум по одному произведению: граффити, инсталляции, акции и видеоарт. Также Бэнкси выкладывал работы на своем сайте и в Инстаграме, сопровождая их псевдоискусствоведческими ироничными аудиокомментариями.
20 октября 2014 сайт фейковых, сатирических и пародийных новостей National Report сообщил, что Бэнкси был задержан и рассекречен. Якобы, в Уотфорде в ходе 24-часовой операции против вандалов задержали группу из 5 человек, одним из которых оказался Бэнкси. National Report утверждал, что настоящее имя художника — Пол Хорнер, ему 35 лет и он родом из Ливерпуля. Но на сайте BBC, на который ссылался National Report, новость о задержании Бэнкси отсутствует. Британские издания её также проигнорировали. Однако некоторые российские СМИ (в частности, сайт Super) перепечатали фейковое сообщение National Repost.
22 августа 2015 года Бэнкси, совместно с 50 приглашёнными художниками, открыл комически-сатирическую выставку с элементами парка развлечений «Дисмаленд». Выставка была посвящена апокалипсической тематике, а также темам острых социальных проблем. Парк был открыт на протяжении 5 недель, в рамках тематического парка 25 сентября 2015 года было проведено крупное шоу с кинопоказом, а также участием групп Pussy Riot и Massive Attack.
5 октября 2018 года на аукционе Sotheby’s была куплена картина «Девочка с воздушным шаром». Исключительность факта заключается в том, что сразу же после окончания торгов картина была разрезана на лоскуты на глазах у участников торгов — она прошла через шредер, встроенный в раму. На своём сайте Бэнкси пояснил, что встроил уничтожитель в раму картины несколько лет назад, и что причина этого состоит в том, что «Стремление к уничтожению также является творческим побуждением» (афоризм русского философа Михаила Бакунина). Поскольку спрятанный в раме картины уничтожитель бумаги сработал только частично, результат акции стал новым арт-объектом, получив название «Любовь — в мусорной корзине», и по мнению обозревателей, подорожал вдвое.
В 2019 году телекомпания ITV опубликовала уникальную видеозапись 2003 года, на которой впервые было частично показано лицо Бэнкси: художник, носивший бейсболку и закрывший почти всё лицо (кроме глаз) натянутой футболкой, дал 35-секундное интервью корреспонденту ITV Хэйгу Гордону. Сам Гордон, однако, не был уверен, что запомнил лицо Бэнкси вообще, а художник настаивал, что его деятельность как автора граффити несовместима с деанонимизацией.
В 2019 году для привлечения внимания к социальным и политическим беспорядкам и росту ножевых преступлений в Великобритании Бэнкси создал бронежилет с изображением британского флага для рэпера Stormzy, в котором тот выступил на закрытии музыкального фестиваля Гластонбери. В 2020 году жилет был номинирован на премию Beazley Design of the Year, а затем подарен рэпером Музею дизайна в Лондоне. Ещё несколько жилетов художник создал для линейки товаров для дома Banksy's Gross Domestic Product, представленной на витрине магазина в Кройдоне на юге Лондона. Впоследствии один из жилетов был продан в ноябре 2024 года на аукционе Sotheby's за 932 тыс. евро при начальной оценке в 360 тыс. евро.
16 апреля 2020 года Бэнкси выложил в инстаграме фотографии своей новой работы, разрисовав собственную ванную комнату. Художник изобразил на стенах крыс, которые создают полный беспорядок, разбрасывая в помещении вещи и оставляя после себя грязные следы. С помощью бытовых предметов Бэнкси удалось создать динамическую картину действия в настоящем времени. Рисунок был выполнен дома из-за карантина, связанного с пандемией коронавируса.
10 июня 2020 года в инстаграме Бэнкси появился пост с рисунком, на котором был изображен памятник английского рабовладельца Эдварда Колстона в процессе сноса. За несколько дней до этого протестующие против расизма граждане Бристоля повалили статую противоречивого торговца людьми, жившего в XVII веке. Художник предложил поставить памятник на место, но добавить к старой статуе ещё несколько фигур так, чтобы воплотить идею своего рисунка и показать, что жители города не поддерживают расизм в любых его проявлениях.
В 2020 году Бэнкси финансировал морское судно «Louise Michel», команда которого спасла 150 беженцев из Северной Африки в Средиземном море.
В августе 2021 года Бэнкси подтвердил своё авторство десяти произведений стрит-арта, в курортных городах на восточном побережье Англии, показав процесс их создания в видеоролике в своём Instagram.
В ноябре 2022 года Бэнкси опубликовал в своем блоге в Instagram фотографию своего нового граффити, изображающего гимнастку на разрушенном здании в украинской Бородянке, в результате российского вторжения. Британский художник подтвердил, что создал семь граффити в разных местах Украины, включая Киев и Киевскую область. Первые произведения в стиле Бэнкси были замечены 10 ноября 2022 года, вызвав предположения о его посещении Украины. Вскоре после этого было обнаружено несколько других работ, напоминающих стрит-арт Бэнкси, в Киеве и соседних городах. Одной из них был рисунок с ребёнком, побеждающим мужчину, одетого в форму для единоборств (чем увлекался Владимир Путин). В интервью для The Art Newspaper 14 ноября Бэнкси подтвердил, что он является автором этой и других работ.
В ноябре 2023 года журналист BBC Найджел Ренч в ходе переслушивания полной версии своего интервью, взятого летом 2003 года по случаю открытия лондонской выставки Бэнкси «Война за газон», обнаружил, что на его вопрос к Бэнкси насчёт его имени художник ответил: «Робби».
6 августа 2024 года Бэнкси представил две новые работы в Лондоне. Первая работа появилась на здании в Ричмонде на юго-западе британской столицы. На ней горный козёл балансирует на узком выступе, с которого сыплются камни. Второй работой стало изображение двух слонов на здании в Челси.

## Персональные выставки
- 2002 — 19 июля в Лос-Анджелесе в галерее «33 1/3» состоялась первая персональная выставка Бэнкси. Выставка, названная Экзистенцилизм, курировалась галереей «33 1/3», а также такими организациями, как «Malathion», «Funk Lazy Promotions» и «B+»[39].
- 2003 — выставка, названная «Turf War», была организована на складе. Бэнкси рисовал на животных, что вызвало многочисленные протесты[40].
- 2009 — «Banksy UK Summer show». Бристольский городской музей, Бристоль[41].
- 2018 — выставка работ Бэнкси в Центральном доме художника в Москве и в музее «Конюшенное ведомство» в Санкт-Петербурге. Выставка проходила с июня по сентябрь и стала первой экспозицией работ Бэнкси в России. Организаторы мероприятия подтвердили, что работы художника были выставлены без согласования с ним. Всего было представлено около сотни картин. Сам Бэнкси написал, что не имеет никакого отношения к организации выставки, выложив скриншот переписки в Instagram[42].
- 2022 — выставка «Найти Бэнкси: Сохранить нельзя закрасить» в Москве на ВДНХ — в течение полугода проходила выставка копий работ Бэнкси[43].

## Критика
Питер Гибсон, представитель организации «Keep Britain Tidy», борющейся за чистоту, утверждает, что работы Бэнкси являются обычным вандализмом, а Диана Шекспир, представитель той же организации, говорит:
Мы озабочены тем, что уличное искусство Бэнкси прославляет то, что по сути является вандализмом.
Оригинальный текст (англ.)We are concerned that Banksy's street art glorifies what is essentially vandalism.
Во время распродажи выставки Бристольского музея в 2010 году две работы Бэнкси подверглись вандализму — кто-то расстрелял их из пейнтбольного ружья шариками с синей краской. По всей видимости это осуществили фанаты футбольного клуба «Бристоль Роверс», в адрес качества игры которого Бэнкси сделал нелестное замечание.

## Галерея
- Картина «Девочка с воздушным шаром» (Girl With Balloon, 2006[1]; другое название — «Любовь - в мусорном баке» (Love Is in the Bin))
- Трафаретное граффити «Целующиеся констебли» (Kissing Policemen, 2005, Брайтон, Англия)
- Граффити «Хорошо висящий любовник» (Well Hung Lover, 2006) на стене Клиники сексуальных проблем, Бристоль[10]
- Граффити «Шоппинг до упаду» (Shop Until You Drop, 2011)
- Фотография «Бэнкси» (сделана Мэттом Уитби на Брик-лэйн, Ист-Энд, 2004)
- Граффити «Автостопом куда угодно» (Hitchhiker to Anywhere, 2005, Арчуэй, Лондон) (Чарльз Мэнсон в тюремной одежде)
- Граффити «Ангел Озона» (Ozone's Angel, 2007)
- Граффити «Свингер» (Swinger, 2008, Новый Орлеан)
- Граффити «Одна нация под системой видеонаблюдения» (One Nation Under CCTV, 2008, Лондон)
- Граффити «Гимнастка стоит на руках» (Бородянка, Украина, 2022)
- Граффити «Гимнастка с лентой» (Ирпень, Украина, 2022)
- Граффити «Улетающая девочка» (Израильский разделительный барьер (2005)

## Бэнкси и Россия
- В начале декабря 2010 года на своём официальном сайте Бэнкси объявил о намерении направить в помощь арестованным 15 ноября 2010 года участникам российской арт-группы «Война» всю выручку от продажи репродукций своей работы «Choose Your Weapon» («Выбирай своё оружие»)[47]. По словам Бэнкси, его восхищение вызвала самая известная акция «Войны» — гигантский фаллос, нарисованный на Литейном мосту за 23 секунды, который после разведения моста ночью 14 июня 2010 года оказался поднят как раз рядом со зданием НКВД-КГБ-ФСБ в Санкт-Петербурге. Бэнкси также оценил акцию «Дворцовый переворот», в ходе которой ночью 16 сентября 2010 года члены группы «Война» перевернули несколько милицейских автомобилей рядом с Михайловским замком[48]. Бэнкси сдержал своё обещание и собрал для арт-группы «Война» 4,5 миллиона рублей[48], которые освобождённые под залог члены группы отдали на помощь другим заключённым[49].
- В 2013 году Бэнкси посвятил памяти умершего российского уличного художника Павла Пухова, работавшего под псевдонимом «Павел 183» («P183»), свою работу «P183 R. I. P.»[50].

## Фильмография
| Год  | Фильм                                                                        | Режиссёр              |
| ---- | ---------------------------------------------------------------------------- | --------------------- |
| 2010 | «Выход через сувенирную лавку» (Exit Through the Gift Shop)                  | Бэнкси                |
| 2011 | The Antics Roadshow                                                          | Бэнкси, Джейми Дикруз |
| 2020 | «Бэнкси. Расцвет нелегального искусства» (Banksy and the Rise of Outlaw Art) | Элио Эспана           |

## Награды и номинации
- 2010 — номинация на премию британского независимого кино (British Independent Film Awards) в категории «Лучший документальный фильм» — за работу над полнометражным документальным фильмом «Выход через сувенирную лавку» (Exit Through the Gift Shop, 2010)[53].
- 2011 — лауреат американской кинопремии «Независимый дух» в области независимого кино в номинации «Лучший документальный фильм» — за полнометражный документальный фильм «Выход через сувенирную лавку» (Exit Through the Gift Shop, 2010).
- 2011 — номинация на премию «Оскар» Американской академии кинематографических искусств и наук в категории «Лучший документальный полнометражный фильм» — за работу над полнометражным документальным фильмом «Выход через сувенирную лавку» (Exit Through the Gift Shop, 2010).
- 2011 — номинация на премию «BAFTA» Британской академии кино и телевизионных искусств в категории «Лучший дебют британского сценариста, режиссёра или продюсера» — за работу над полнометражным документальным фильмом «Выход через сувенирную лавку» (Exit Through the Gift Shop, 2010).

## Ценовые рекорды
- Рекордная цена за произведения Бэнкси была установлена в феврале 2008 года: работа «Борьба с вредителями» была продана с аукциона за 1,9 млн $[54].
- 2 июня 2013 года работа Бэнкси «Рабский труд» была продана на частном аукционе в лондонском Музее кино более чем за 750 тыс. £ (около 1,1 млн $)[54].
- 12 октября 2013 года Бэнкси устроил «тайную» продажу своих работ недалеко от Центрального парка в Нью-Йорке. Прохожие могли совершенно свободно приобрести любую картину Бэнкси всего за 60 $. Прохожие просто не подозревали о том, что эти работы — подлинники, а реальная цена каждого холста составляет не менее 30 тыс. $ Всего за один день «тайной» торговли Бэнкси продал трём покупателям восемь своих картин[55][56].
- 5 октября 2018 года на аукционе Sotheby’s в Лондоне картина Бэнкси «Девочка с шаром» была продана за 1,04 млн £ (1,4 млн $)[57].
- 22 октября 2020 года на аукционе Sotheby’s в Лондоне картина Бэнкси «Покажи мне Моне» была продана за 7,55 млн £ (9,8 млн $)[58].
- В мае 2021 года на аукционе Sotheby’s в Лондоне работу Бэнкси «Love is in the air» («Любовь витает в воздухе») продали за 13 миллионов долларов. При этом покупатель может заплатить за картину биткойнами — Сотбис стал первым аукционным домом, который согласился принять криптовалюту за произведение искусства[59].
- 3 сентября 2021 рисунок уличного художника, который практически полностью был уничтожен потайным шредером и получил новое название «Любовь — в мусорном баке» был выставлен на лондонском аукционе Sotheby’s со стартовой ценой 5,5 млн $, что в 4 раза превысило цену покупки лота предыдущим владельцем до порчи рисунка[60]. В октябре картина была продана за 25 миллионов долларов[61].